# Purple Rain (chanson)
Pour les articles homonymes, voir Purple Rain.
Singles de Prince and The Revolution
Let's Go Crazy
(1984) I Would Die 4 U
(1984)
Purple Rain est une ballade de Prince et The Revolution. Ce troisième single porte le même titre que l'album et que le film, tous les supports sont sortis en 1984. La chanson est un mélange de Rock 'n' roll, de pop et de musique gospel et est considérée comme l'une de ses chansons phares, avec les titres When Doves Cry et 1999. Le single s'est classé à la seconde place aux États-Unis.

## Historique
La chanson live a été enregistrée en 1983 dans une boîte de nuit à Minneapolis, First Avenue. Ce fut la première performance de Wendy Melvoin, qui a remplacé Dez Dickerson. Les paroles originales de Purple Rain contenaient un couplet supplémentaire à propos de l'argent, qui a été coupé au montage parce qu'il affaiblissait l'impact émotionnel de la chanson.
La chanson a été classée 147e des chansons du siècle (Songs of the Century). Elle est 18e dans la liste des « 500 plus grandes chansons de tous les temps » du magazine américain Rolling Stone publiée en 2021. Elle fait partie de la liste des 660 « chansons qui ont façonné le rock 'n' roll » établie par l'équipe du Rock and Roll Hall of Fame.
Selon Rolling Stone, Purple Rain reste la dernière chanson live jouée par Prince au piano à Atlanta le 14 avril 2016.

## Structure de la chanson
Purple Rain introduit une guitare seule suivie rapidement d'une batterie et d'un orgue, en évoquant des images d'une église de musique gospel. Trois couplets sont suivis par un refrain, après le dernier refrain, un solo de guitare reprend la chanson. La chanson finit avec un solo de piano et de guitare et un orchestre à cordes. Et un solo vocal extraordinaire.

## Performances
La chanson est le titre de base de tous les concerts de Prince. Il l'a joué presque sur chaque tournée depuis 1984, excepté la période où il a changé son nom de scène et par la même occasion évité de jouer ses plus vieux tubes durant quelques années. À la mi-temps du Super Bowl XLI, le 4 février 2007, la dernière chanson Purple Rain, a été interprétée pendant une forte pluie combinant un éclairage du stade de la couleur pourpre. La légende veut même qu'après la dernière envolée  de guitare, la pluie ait cessé, ce qui n'est pas tout à fait conforme à la réalité. Prince a aussi interprété la chanson à l'ouverture lors des Grammy Award en 2004, mélangeant Purple Rain à ses meilleurs titres en duo avec Beyoncé. Chanson également interprétée aux Brit Awards en 2006.

## Single
Pour pouvoir être publiée en single, la chanson est raccourcie de 8:45 à 4:02. La Face-B, God, est un titre manifestement plus religieux, rappelant le livre de la Genèse. La chanson comporte aussi une vaste expérimentation vocale. Vers la fin, Prince évoque The Dance Electric, qui était une chanson donnée à André Cymone, un ancien membre du groupe. Au Royaume-Uni, le Vinyle 12" inclut une version instrumentale de God, aussi connue comme Love theme from Purple Rain, dont une partie modifiée apparait dans le film

## Reprises
- En 1992, David Gilmour à la guitare et Tom Jones réalisent une reprise en live[9].
- En 1995, la chanteuse de musique soul Randy Crawford sur son album Naked and True.
- En 1998, la chanteuse de musique country LeAnn Rimes sur son quatrième album studio Sittin' on Top of the World.
- En 1998, la chanteuse suédoise Stina Nordenstam sur son album entièrement composé de reprises People Are Strange.
- En 2006, la chanteuse américaine Etta James sur l'album All the Way.
- En 2009, le groupe de musique folk Lavender Diamond sur la compilation hommage Purplish Rain.
- En 2010, la chanteuse britannique Elkie Brooks sur son album Powersless.
- En 2010, la chanteuse Patti Labelle durant les BET Awards 2010;
- En 2014, le chanteur Adam Levine (Maroon 5) à l'occasion du 60e anniversaire d'Howard Stern
- En 2015, la chanteuse québécoise Céline Dion durant son spectacle  en résidence ''Celine'' à Las Vegas.
- Lors de sa tournée 2016, Michel Polnareff et ses choristes ont fait un clin d'œil à Prince en chantant Purple Rain pendant la chanson Je t'aime.
- En 2016, le chanteur M (Matthieu Chedid) reprend le titre à la suite de la mort de Prince pour l'ouverture du 69e Festival de Cannes[10] .
- En 2019, le guitariste anglais Éric Clapton la reprend lors de plusieurs concerts européens[11]. La même année, Madonna et Stevie Wonder ont rendu hommage à l'artiste disparu lors des Billboard Music Awards en l'interprétant en duo.

## Dans les médias
- Dans la série de jeux vidéo Mortal Kombat, le personnage Rain porte un costume mauve, le co-créateur de la série Ed Boon est un fan de Prince.
- Dans Digimon, PrinceMamemon a un coup spécial appelé « Purple Rain »[12].
- L'entreprise Odyssey BMX fabrique des pièces en édition limitée nommées « Purple Rain ».
- Dans le bande originale du jeux vidéo Risk of Rain 2, le compositeur Chris Christodoulou fait référence à Purple Rain avec la musique « The Rain Formerly Known as Purple »

## Liste des titres

### Vinyle 7"
| A. | Purple Rain (version courte) | 4:02 |
| B. | God (vocal)                  | 3:59 |

| A. | Purple Rain     | 4:02 |
| B. | Raspberry Beret | 3:31 |

| A.  | Purple Rain (version longue) | 8:45 |
| B1. | God (instrumental)           | 3:59 |
| B2. | God (vocal)                  | 3:59 |

### Vinyle 12"
| A. | Purple Rain               | 4:02 |
| B. | Sex Shooter (Apollonia 6) | 3:59 |

| A. | Purple Rain (version longue) | 8:45 |
| B. | God                          | 3:59 |

## Charts
| Pays             | Chart                        | Meilleure position | Total semaine | Réf    |
| ---------------- | ---------------------------- | ------------------ | ------------- | ------ |
| États-Unis       | Billboard Hot 100            | 2                  | 16            | [ 13 ] |
| États-Unis       | Mainstream Rock Tracks chart | 18                 |               | [ 13 ] |
| États-Unis       | Hot R&B/Hip-Hop Songs        | 4                  | 13            | [ 13 ] |
| Royaume-Uni      | UK Singles Chart             | 8                  | 12            | [ 14 ] |
| France           | SNEP                         | 12                 | 16            | [ 15 ] |
| Suisse           | Swiss Music Charts           | 5                  | 13            | [ 16 ] |
| Autriche         | Ö3 Austria Top 40            | 4                  | 12            | [ 17 ] |
| Pays-Bas         | MegaCharts                   | 1                  | 17            | [ 18 ] |
| Suède            | Sverigetopplistan            | 5                  | 7             | [ 19 ] |
| Norvège          | VG-lista                     | 5                  | 6             | [ 20 ] |
| Nouvelle-Zélande | RIANZ                        | 16                 | 7             | [ 21 ] |